# Gerhard Neuner
Gerhard Neuner (* 25. Oktober 1941 in Hatzfeld, Banat) ist ein deutscher Germanist, Anglist und Hochschullehrer.

## Leben und Wirken
Gerhard Neuner studierte Anglistik, Germanistik und Theologie und legte 1966 bzw. 1969 die beiden Staatsexamen für den höheren Schuldienst ab; anschließend promovierte er 1969 an der Universität München mit einer Dissertation über "Die Bedeutung des Kleides in Shakespeares Dramen". Als Lektor für deutsche Sprache war er 1966/67 an der University of Southampton und 1969 an der St. Lawrence University in den USA tätig. 1972 übernahm er eine Dozentur an der Pädagogischen Hochschule Schwäbisch Gmünd. Im Jahre 1975 wurde er als Professor an die Universität Kassel berufen, wo er drei Jahrzehnte lang lehrte. 2005 ging er in den Ruhestand. Schwerpunkt seiner Tätigkeit dort war zunächst die Didaktik der englischen Sprache, später beschäftigte er sich mit dem Gebiet "Deutsch als Fremdsprache". Außerdem ist er Autor fiktionaler Literatur.

## Veröffentlichungen (Auswahl)
- mit Hans Hunfeld: Methoden des fremdsprachlichen Deutschunterrichts. Eine Einführung. Langenscheidt, Berlin 2010, ISBN 978-3-468-49676-9.
- mit Britta Hufeisen: Angewandte Linguistik für den fremdsprachlichen Deutschunterricht. Eine Einführung. Langenscheidt, Berlin 1999. ISBN 3-468-49657-5 (Nachdruck 2007).

Herausgeberschaft
- (Hrsg.): Zur Analyse fremdsprachlicher Lehrwerke (= Kasseler Arbeiten zur Sprache und Literatur, Bd. 5). Lang, Frankfurt/M. 1979, ISBN 3-8204-6356-9.
- (Hrsg.): Pragmatische Didaktik des Englischunterrichts. Beiträge zur theoretischen Grundlegung und praktischen Unterrichtsgestaltung (= Informationen zur Sprach- und Literaturdidaktik, Bd. 17). Schöningh, Paderborn 1979, ISBN 3-506-74067-9.
- (Mithrsg. u. Mitarb.): Lehrpläne und Lehrwerke für den Englischunterricht. Analysen zur Lehrplanentwicklung 1920-1980 und Vorschläge zur Lehrmaterialbearbeitung (= Kasseler Arbeiten zur Sprache und Literatur, Bd. 12). Lang, Frankfurt/M. 1983, ISBN 3-8204-7681-4.
- (Mithrsg.): Praxisprobleme im Sprachunterricht (= Studium Deutsch als Fremdsprache – Sprachdidaktik, Bd. 1). Iudicium-Verlag, München 1984, ISBN 3-89129-101-9.
- (Hrsg.): Kulturkontraste im DaF-Unterricht (= Studium Deutsch als Fremdsprache – Sprachdidaktik, Bd. 5). Iudicium-Verlag, München 1986, ISBN 3-89129-105-1 (2. Aufl. 1988).
- (Hrsg., mit Bernd Kast): Zur Analyse, Begutachtung und Entwicklung von Lehrwerken für den fremdsprachlichen Deutschunterricht. Langenscheidt, Berlin 1994, ISBN 3-468-49445-9.
- (Mithrsg.): Deutsch als Zweitsprache in der Schule. Grundlagen, Rahmenplanung und Arbeitshilfen für den interkulturellen Unterricht. Langenscheidt, Berlin 1998, ISBN 3-468-49453-X.
- (Hrsg., mit Britta Hufeisen): Mehrsprachigkeitskonzept – Tertiärsprachenlernen – Deutsch nach Englisch.  Council of Europe Publishing, Strasbourg 2003, ISBN 978-92-871-5146-9.

Belletristik
- Krapps letzte Fahrt. Iudicium-Verlag, München 2011, ISBN 978-3-86205-022-2.
- Operation Berlin. Die abenteuerliche Reise von Tobias und Stefan Krapp aus Nürnberg zum Brandenburger Tor in Berlin, Silvester 1989. Roman. Iudicium-Verlag, München 2022. ISBN 978-3-86205-551-7.
- Martinskirchener Dorfgeschichten. Kindheit in Niederbayern nach dem Zweiten Weltkrieg. Iudicium-Verlag, München 2024, ISBN 978-3-86205-643-9.